# تشارلز لابيرج
تشارلز لابيرج هو قاضي ومحامي وصحفي وسياسي كندي، ولد في 21 أكتوبر 1827 في مونتريال في كندا، وتوفي بنفس المكان في 3 أغسطس 1874. انتخب عمدة.